# Circulação coronária
Circulação coronária é a circulação do sangue nos vasos sanguíneos do músculo cardíaco miocárdio, conhecidos como artérias coronárias. Os vasos que removem o sangue desoxigenado do músculo do coração são conhecidas como veias cardíacas. Isso inclui a grande veia cardíaca, a veia cardíaca média, a pequena veia cardíaca e o veia cardíaca anterior.
Como as artérias coronárias esquerda e direita ficam na superfície do coração, podem ser chamadas de artérias coronárias epicardiais. Estas artérias, quando saudáveis, são capazes de autorregulação para manter o fluxo coronariano em níveis adequados para as necessidades do músculo cardíaco. Esses vasos relativamente estreitos são comumente afetadas por aterosclerose e podem ser bloqueados, causando angina ou um ataque cardíaco. (Ver também: sistema circulatório). As artérias coronárias que entram profundamente no miocárdio são chamadas de subendocardiais.
A artéria coronária esquerda distribui sangue ao lado esquerdo do coração, ao átrio e ventrículo esquerdos, e ao septo interventricular. A artéria circunflexa surge da artéria coronária esquerda e segue os sulcos coronários para a esquerda. Eventualmente, ela se fundirá com os pequenos ramos da artéria coronária direita. A grande artéria interventricular anterior, também conhecida como o artéria descendente anterior esquerda, é a segunda maior ramificação da artéria coronária esquerda. Ela segue o sulco interventricular anterior ao redor do tronco pulmonar. Ao longo do caminho, ela dá origem a numerosos ramos menores que se entrelaçam-se com os ramos da artéria interventricular posterior, formando anastomoses. Anastomose é uma área onde os vasos unem-se para formar interconexões que normalmente permitem ao sangue circular em uma região, mesmo se há um bloqueio parcial em outro ramo. As anastomoses no coração são muito pequenas; por isso, esta habilidade natural é um pouco restrita no coração, e um bloqueio de artéria coronária, muitas vezes, resulta em infarto do miocárdio, causando a morte das células alimentadas por este vaso em particular.
A artéria coronária direita prossegue ao longo do sulco coronário e distribui o sangue para o átrio direito, partes de ambos os ventrículos, e o sistema de condução do coração. Normalmente, uma ou mais artérias marginais surgem a partir da artéria coronária direita inferior para o átrio direito. As artérias marginais fornecem sangue para as partes superficiais do ventrículo direito. Na superfície posterior do coração, a artéria coronária direita dá origem à artéria interventricular posterior, também conhecida como a artéria posterior descendente. Ela corre ao longo da parte posterior do sulco interventricular em direção ao ápice do coração, dando origem a ramos que irrigam o septo interventricular e partes de ambos os ventrículos.